# Agora (parti politique)
Pour les articles homonymes, voir Agora (homonymie).
Agora est un parti politique belge de la Région de Bruxelles-Capitale.

## Histoire
Lors des élections de 2019, le parti s'est présenté dans la région de Bruxelles-Capitale dans le collège électoral néerlandophone et a remporté 3 629 voix (5,18%) . Cela lui a permis d'avoir un élu : Pepijn Kennis (nl),. Le parti a mis en place quatre assemblées de 89 citoyens tirés au sort de manière stratifiée pour être représentative au niveau du genre, de l'âge et du niveau d'enseignement, leur donnant ainsi le droit de prendre des décisions. Les positions déterminées par cette assemblée ont été représentées par la ou les personnes élues au Parlement bruxellois.
En 2024, Agora se présente au niveau fédéral : à Bruxelles, Namur et le Brabant Wallon.